# Hoplitis tigrina
Hoplitis tigrina là một loài Hymenoptera trong họ Megachilidae. Loài này được Morawitz mô tả khoa học năm 1872.